# Portenreuth

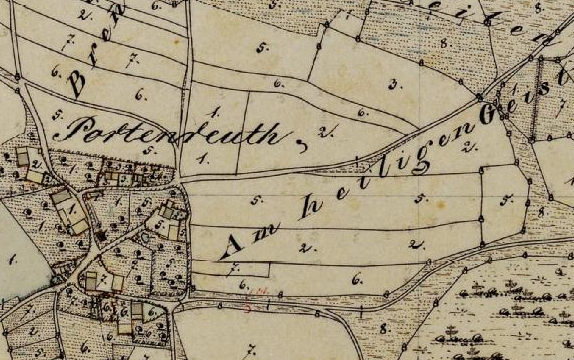
Portenreuth auf dem Urkataster von Bayern

Der abgegangene Ort Portenreuth gehörte seit 1818 zu der durch das Gemeindeedikt von Bayern errichteten Gemeinde Oberfrankenohe; weitere zugehörigen Orte waren Unter- und Schloßfrankenohe, Kotzmanns und Meilendorf. Portenreuth und Oberfrankenohe wurden bei der Erweiterung des Truppenübungsplatzes Grafenwöhr gemäß dem Erlass des Reichswehrministerium vom 28. Februar 1936 abgesiedelt und zerstört. Heute sind Portenreuth und Oberfrankenohe Wüstungen im Bereich des Truppenübungsplatzes Grafenwöhr.

## Ort und Schloss Portenreuth
Portenreuth war vermutlich eine zwischen dem 8. bis 10. Jahrhundert von einem  Porto oder Borto gegründete fränkische Rodungssiedlung. 1335 stand der Zehnt des ganzen Dorfes dem Pfarrvikar des Klosters Michelfeld in Hopfenohe zu. Später ging dieser Anspruch an die Pfarrei Hopfenohe über. 
1550 gelangte Portenreuth an den Hans Kotz; die Familie Kotz war in der Gegend reich begütert und besaß seit 1422 Hammerschrott bei Neuhaus an der Pegnitz, 1450 den nahe gelegenen  Metzenhof und seit 1555 auch den Hammer Hellziechen. Nach dem Tod des Hans Kotz († 1575) übernahm sein Neffe Hans Jakob Leonhardt Kotz Portenreuth und dessen Bruder Hans Christoph Kotz den Metzenhof. Dieser Christoph Kotz von Metzenhof bildete 1581 aus den drei Höfen des Dorfes Portenreuth ein Landsassengut und baute sich dort seinen Sitz. Am 17. August 1581 erhielt er einen Adelsbrief. Sein Nachfolger wurde Hans Sigmund von Kotz, der Portenreuth von  1609 bis 1618 besaß. Durch den Dreißigjährigen Krieg wurde auch Portenreuth in Mitleidenschaft gezogen, die Familie Kotz blieb aber bis 1720 im Besitz von Portenreuth; der Letzte dieser Familie war 1696 bis 1720 Emanuel Christoph von Kotz. 
1720 kam Portenreuth in den Besitz des Johann Anton von Schreyer-Blumenthal. Auch aus dieser Familie stammten seit 1372 Hammerherrn, die mehrere Hammergüter besaßen, darunter Trevesen, Grünberg, Hammergänlas und Bodenwöhr. Geadelt wurden die Schreyer 1591. Das letzte Familienmitglied war Sebastian von Schreyer-Blumenthal († 1782). Seine Witwe Eva besaß Portenreuth noch bis 1786. In diesem Jahr erwarb der Regierungsdirektor Franz Anton von Schenkl aus Amberg das Landsassengut Portenreuth. Dessen Vater Johann Samuel Martin Schenkl, der auch das Landsassengut Hopfenohe erworben hatte, war 1787 ein Adelstitel verliehen worden. 1808 erbte sein Sohn Joseph von Schenkl die Landsassengüter Hopfenohe und Portenreuth. Nach seinem Tod († 1825) verkauften seine Erben die Jurisdiktionsrechte von Hopfenohe und Portenreuth an dem Staat Bayern und zertrümmerten den Grundbesitz (1831). 
Der Bauer Georg Rupprecht erwarb 1832 mit dem Anwesen Nr. 1 „beim Schlossbauer“ das Schloss mit 117 Tagwerk Grund. Sein Nachkomme Joseph Rupprecht wurde am 23. Juni 1938 im Zuge der Erweiterung des Truppenübungsplatzes Grafenwöhr abgelöst und verzog in die Gegend von Rottenburg an der Laaber. Das heute völlig abgegangene Schloss Portenreuth war ein einfacher zweigeschossiger Walmdachbau mit Schleppgauben. 
Der Ort ist unter der Aktennummer D-3-6236-0025 und das Schloss Portenreuth unter der Aktennummer D-3-6236-0036 in die Bodendenkmalliste von Grafenwöhr mit der Bezeichnung „untertägige Befunde im Bereich des abgegangenen frühneuzeitlichen Schlosses in der Wüstung "Portenreuth"“ eingetragen. Heute liegt der verschwundene Ort im Gebiet der Panzerschießbahn 301 des Truppenübungsplatzes.